# Li (plaats)
Li is een plaats in de Noorse gemeente Øygarden, provincie Vestland. Li telt 355 inwoners (2007) en heeft een oppervlakte van 0,35 km².
Ågotnes · Fjell · Knappskog · Knarrevik/Straume · Li · Misje · Skoge/Møvik · Solsvik · Vindenes